# Davi de Raimundão
Davi de Raimundão (Juazeiro do Norte), é um político brasileiro, filiado ao MDB. Nas eleições de 2022, foi eleito deputado estadual pelo CE.